# Denkmal der Göttinger Sieben (Hannover)

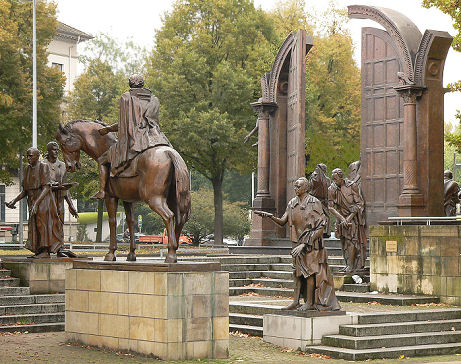
Das Denkmal der Göttinger Sieben vor dem Gebäude des Niedersächsischen Landtags in der Landeshauptstadt Hannover (2005)

Das Denkmal der Göttinger Sieben in Hannover erinnert an ein bedeutendes Ereignis deutscher Verfassungsgeschichte. Es ehrt sieben Persönlichkeiten aus der niedersächsischen Geschichte des 19. Jahrhunderts, die sogenannten Göttinger Sieben.
Das nach einem Entwurf des italienischen Künstlers Floriano Bodini geschaffene Denkmal entstand im Vorfeld der Expo 2000 durch eine Gemeinschaftsinitiative von Stadt Hannover und Land Niedersachsen. Standort der Bronzeskulpturen ist der Platz der Göttinger Sieben an der Karmarschstraße vor dem Plenarsaal des Niedersächsischen Landtags im Leineschloss.

## Zweck und Beschreibung
Das Denkmal ehrt die Göttinger Sieben: Friedrich Christoph Dahlmann, Wilhelm Eduard Albrecht, Jacob Grimm, Wilhelm Grimm, Heinrich Ewald, Georg Gottfried Gervinus und Wilhelm Weber. Diese sieben Professoren bewahrten während des Hannoverschen Verfassungskonflikts zur Zeit des Königreichs Hannover ihre demokratische Haltung. Das sogenannte „Landesdenkmal“ gilt zugleich als ein Denkmal für Zivilcourage und ein „Bekenntnis zu den Bürgertugenden als tragende Grundlagen unseres Gemeinwesens“.
Das Denkmal ist ein flächig ausgreifendes Ensemble lebensgroßer Bronzefiguren. Zentrales Element ist ein sechs Meter hohes, halb geöffnetes Portal, das den Dialog in der Gruppe der „Göttinger Sieben“ unterbricht, da drei der Professoren das Land verlassen mussten. Während die Gruppe der verbleibenden vier Professoren durch eine weitläufige Treppenanlage zusammengefasst wird, steht die Reiterfigur des Königs isoliert auf einem Sockel. Eine der Figuren steht zwischen den Torflügeln und verlässt den Ort, um wie die beiden anderen ins Exil zu gehen. Jenseits des Tores öffnet sich ein „Platz völliger Freiheit“ hinter dem Leineschloss. Neben dem Portal erscheint die Figur eines Studenten als Zeuge des Geschehens, der die Gedanken der Professoren und ihre Sehnsucht nach Freiheit und Gerechtigkeit weitertragen wird.
Bei der Gestaltung der Figuren griff Bodoni nicht auf die Darstellung der historischen Personen zurück. Einerseits sind ihre Gewänder antikisch, andererseits verlieh er den Gesichtern die Physiognomie ihm nahe stehender Menschen, in deren Verhaltensweisen er Parallelen zu den Charakteren der „Göttinger Sieben“ sah. Damit wollte er das historische Geschehen in einen direkten Bezug zur Gegenwart setzen. Der Künstler Floriano Bodoni portraitierte sich selbst in der Gestalt Jacob Grimms.

## Geschichte

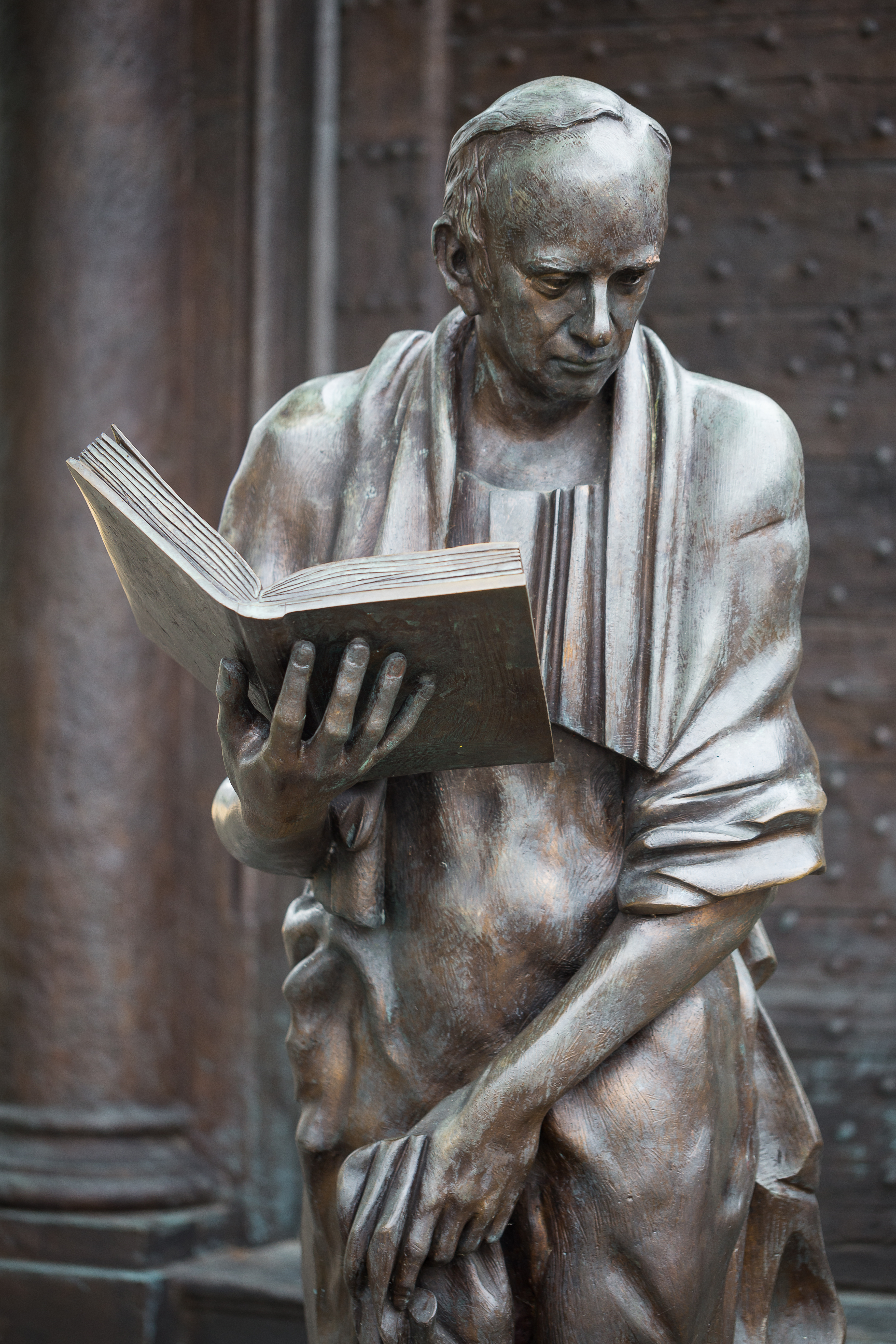
Eine der sieben Skulpturen

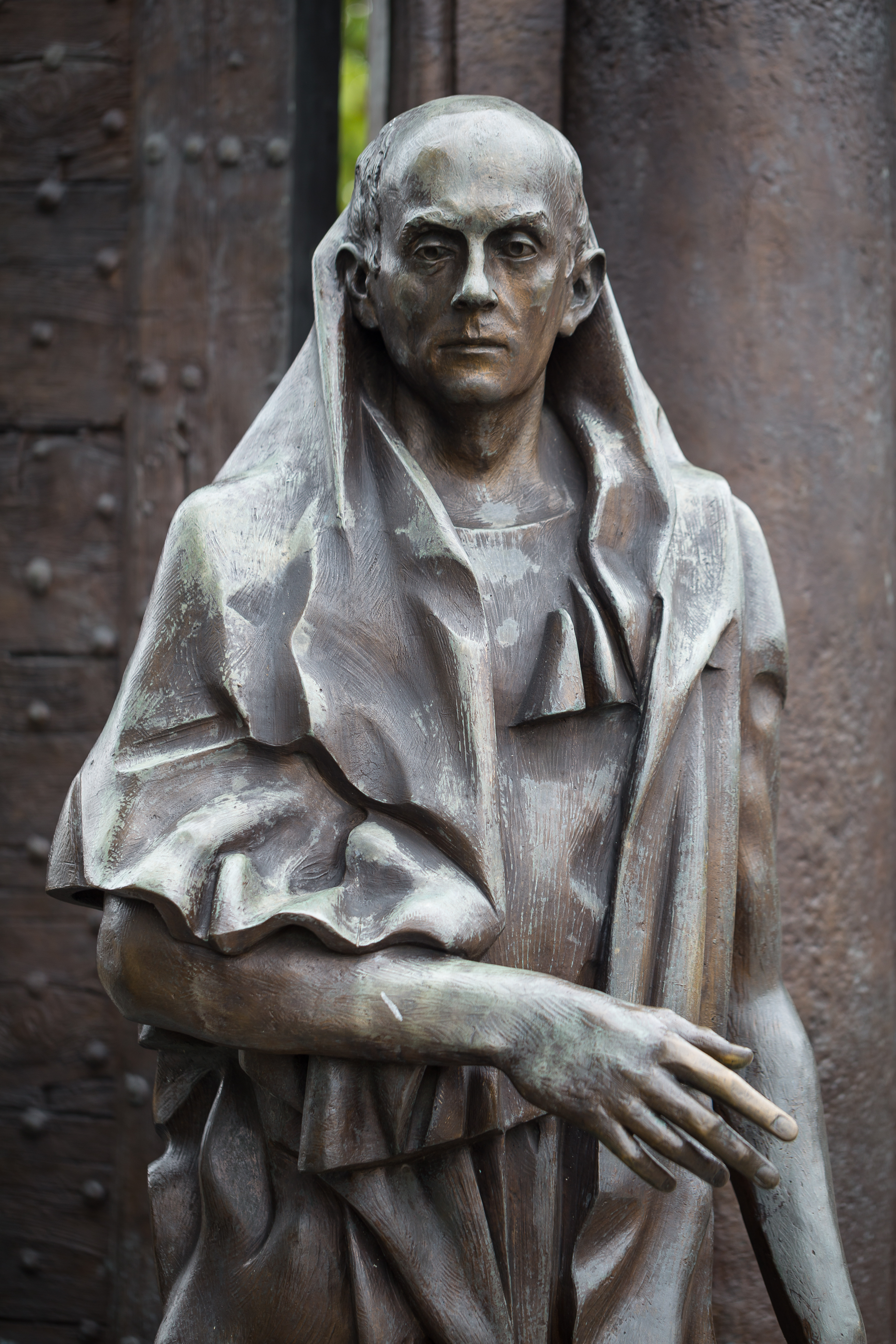
Skulptur am Ausgang des Tores

Bereits seit etwa 1961 war für den Standort vor dem Landtag ein „Niedersachsen-Wahrzeichen“ geplant worden. Allerdings sollte zunächst der Bau der hannoverschen U-Bahn abgeschlossen sein, währenddessen hier vorübergehend von 1971 bis 1975 das Ernst-August-Denkmal aufgestellt wurde, bevor es seinen ursprünglichen Platz wieder vor dem Haupteingang des Hauptbahnhofs einnahm.
Einen ersten Ideenwettbewerb gab es im Jahr 1983, doch keiner der gelieferten Entwürfe wurde verwirklicht. Immerhin wurde 1987 zum 150. Jahrestag in der Aula der Georg-August-Universität Göttingen eine Gedenktafel für die sieben Professoren angebracht, und 1988 enthüllte der Niedersächsische Landtag in der Wandelhalle des Leineschlosses eine Gedenktafel für die „Göttinger Sieben“.
In 1992 erhielt der Platz südöstlich des Plenarsaalgebäudes offiziell den Namen „Platz der Göttinger Sieben“. 1993 wurde ein internationaler Künstlerwettbewerb ausgeschrieben, zu dem 30 Künstler eingeladen waren, von denen 26 ihre Entwürfe einreichten. Einstimmig entschied sich die Jury für das Werk von Floriano Bodini, einen italienischen Bildhauer, der von 1987 bis 1998 Professor für plastisches Gestalten an die Technische Hochschule Darmstadt war. Den Wettbewerb und die Ausführung begleitete ein Kuratorium unter dem Vorsitz des damaligen Landtagspräsidenten Horst Milde. Das mit „BODONI 1993“ signierte, originale Bozetto (Modell) der für Hannover bestimmten Denkmalgruppe befindet sich heute im Lesesaal der Staats- und Universitätsbibliothek Göttingen, deren Adresse Platz der Göttinger Sieben 1 ist.
Die Enthüllung der Skulpturengruppe fand am 20. März 1998 statt. Finanzielle Landesmittel waren nicht in Anspruch genommen worden. Landtagspräsident Milde warb Spenden ein bei niedersächsischen Unternehmen, Stiftungen und Verbänden. Daneben beteiligten sich zahlreiche Bürgerinnen und Bürger sowie Studierende und Lehrende der Universitäten Göttingen und Osnabrück sowie Mitglieder der niedersächsischen Landesregierung und der Landesverwaltung.

## Sonstiges
Auch in Göttingen selbst wird der Göttinger Sieben mehrfach im öffentlichen Raum gedacht. So trägt der zentrale Campus der Georg-August-Universität Göttingen ebenfalls den Namen Platz der Göttinger Sieben. Auf dem Platz vor dem Neubau der Universitätsbibliothek befindet sich seit 2011 die von Günter Grass und seinem Verleger Gerhard Steidl gestiftete Skulptur Göttinger Sieben. Vor dem Göttinger Bahnhof steht seit 2015 das von Christiane Möbus geschaffene monumentale Denkmal Dem Landesvater seine Göttinger Sieben.

Galerie
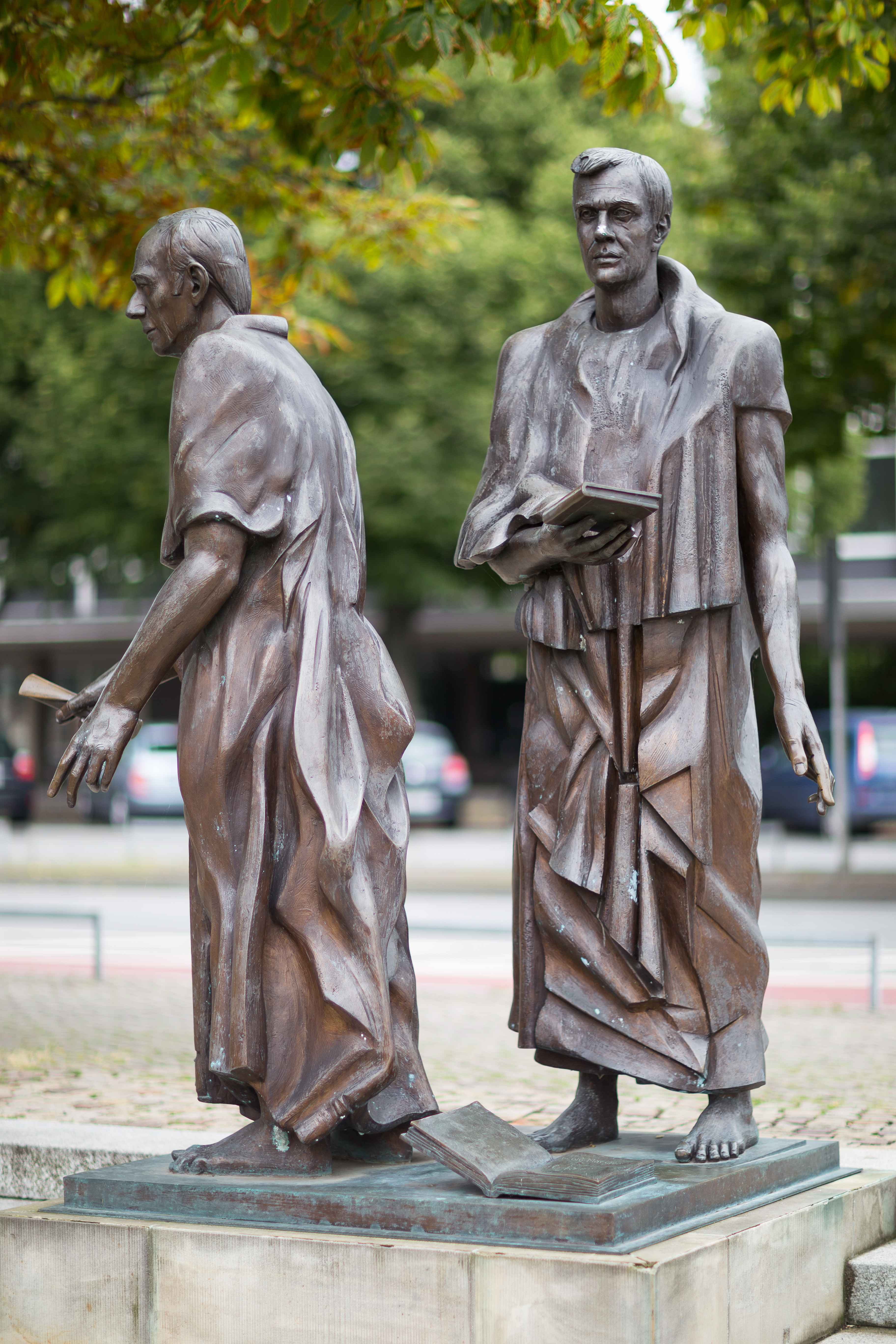
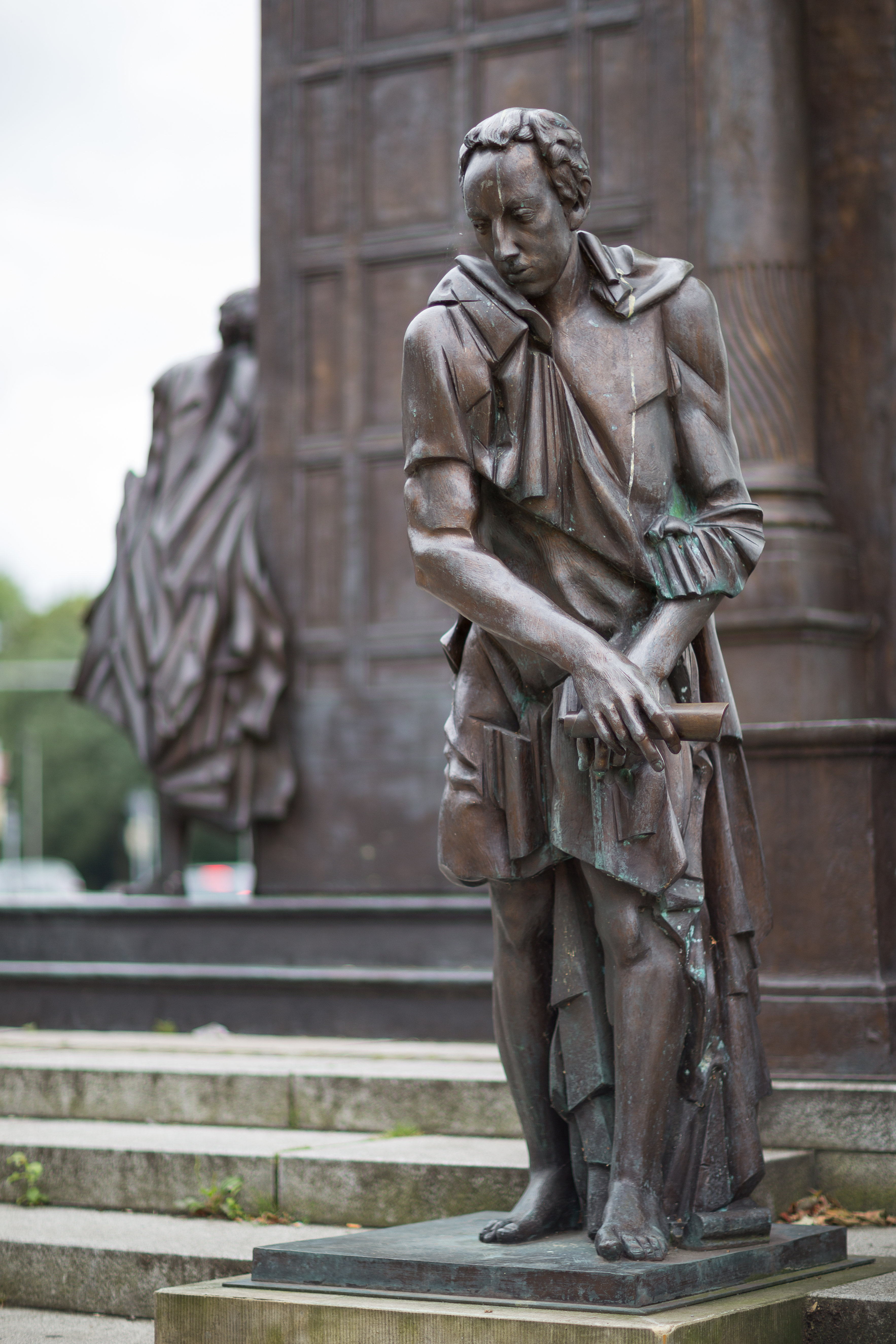
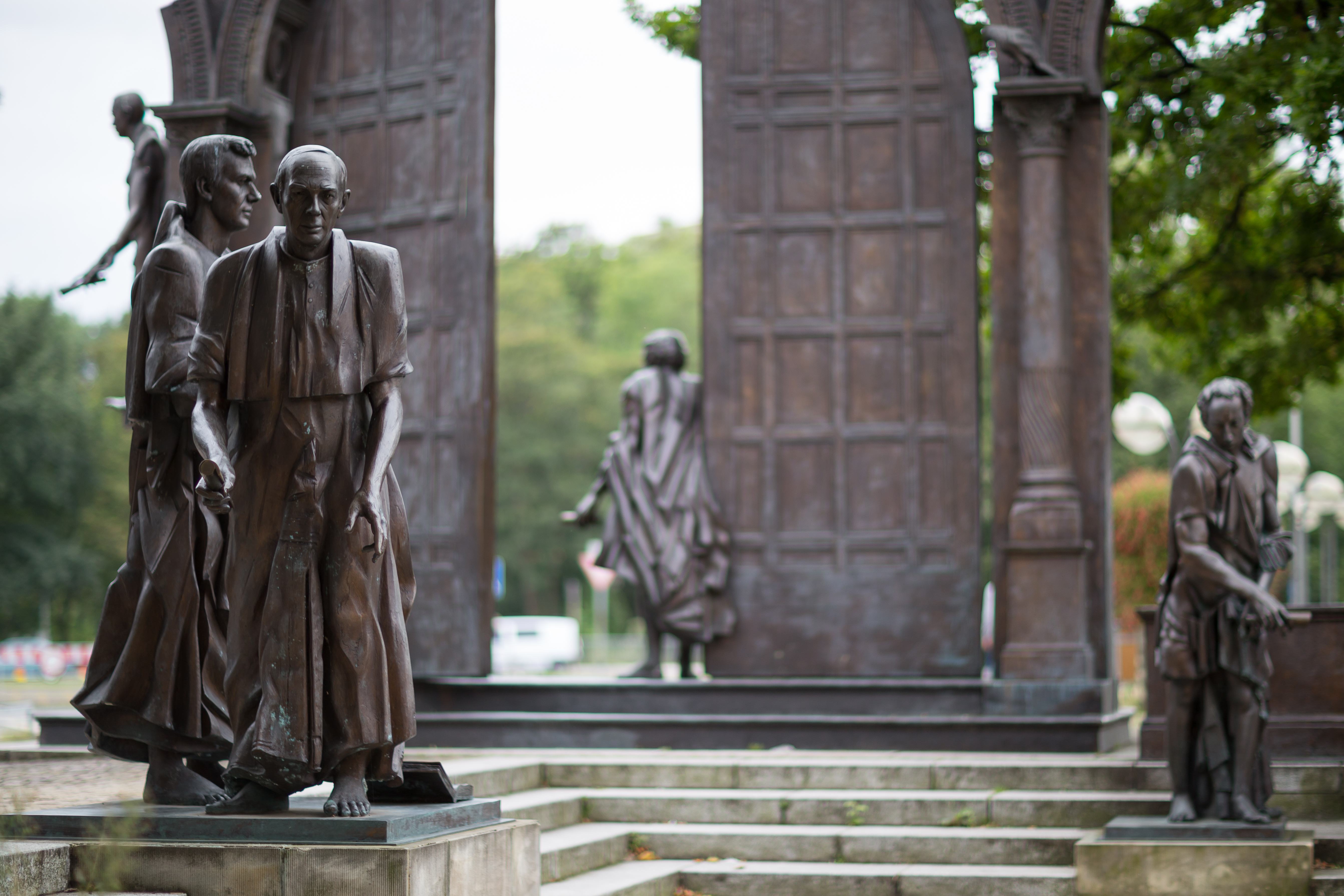
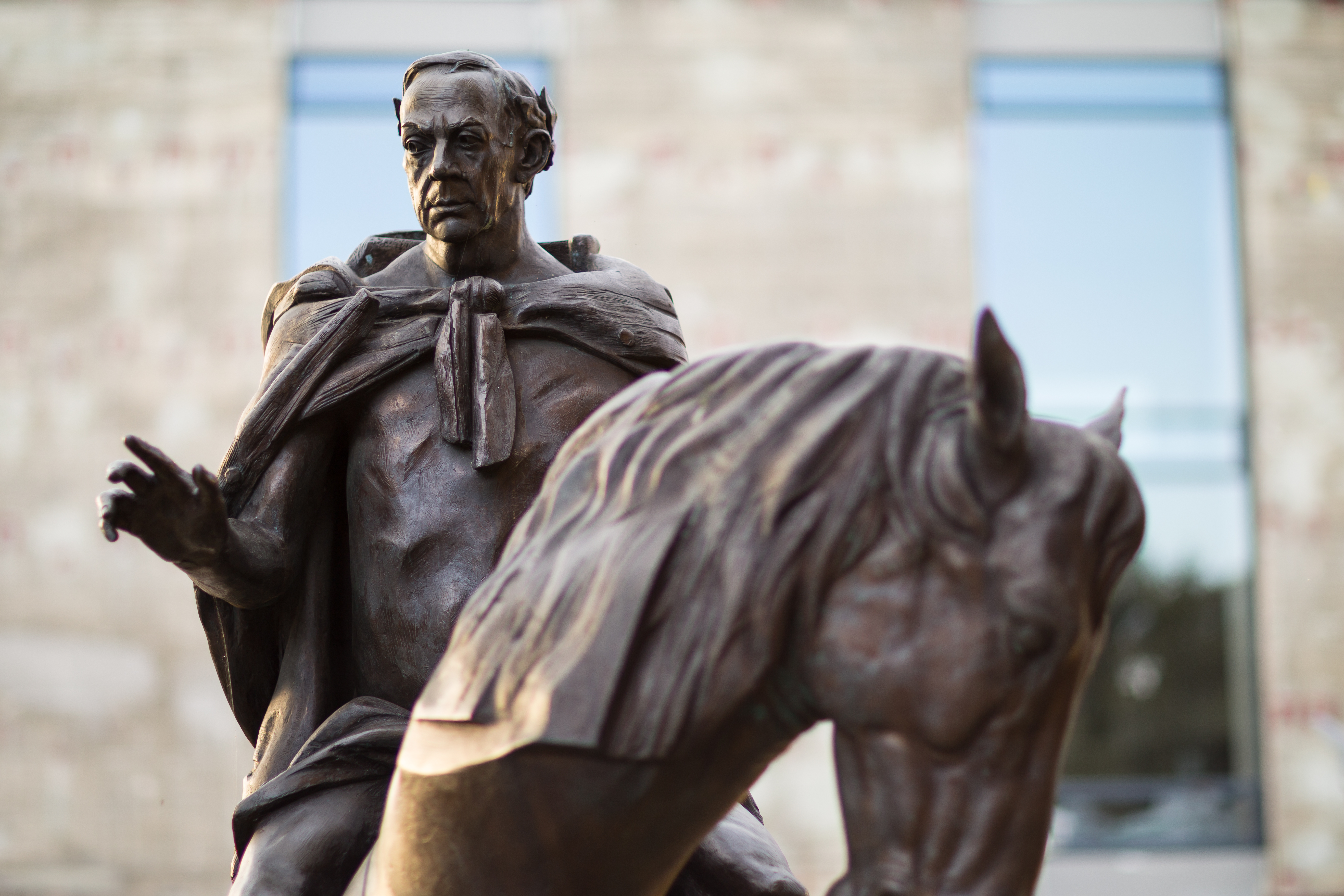
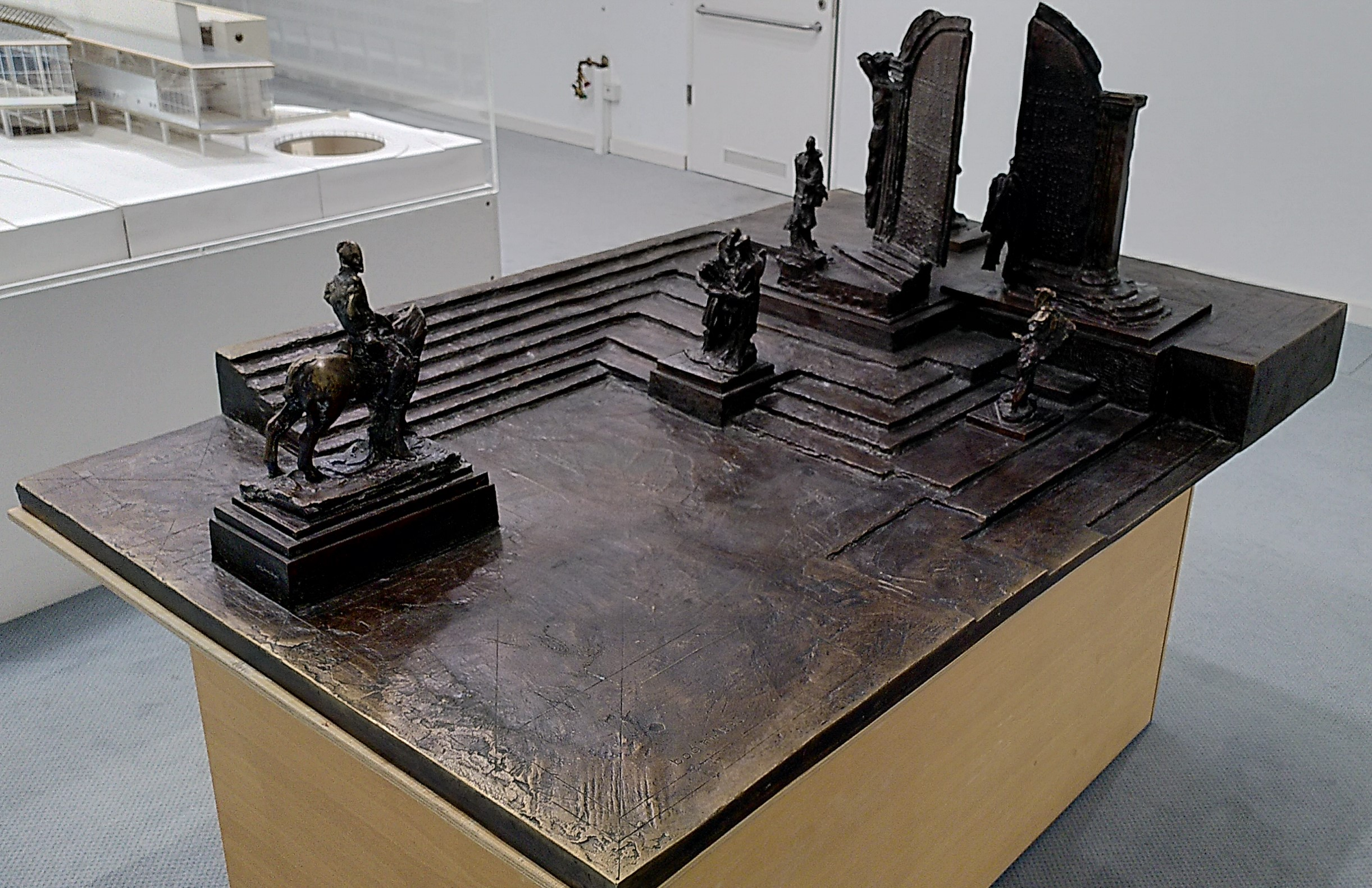
Entwurfsmodell des Denkmals im Lesesaal der Göttinger Staats- und Universitätsbibliothek